# Plesiopelma gertschi
Plesiopelma gertschi é uma espécie de aranha pertencente à família Theraphosidae (tarântulas).